# Keresztrejtvény-gyilkosság
A keresztrejtvény-gyilkosság (amit keresztrejtvényügynek is neveznek) az egyik legismertebb eset volt az NDK bűnügyi történetében, amikor néhány félig kitöltött keresztrejtvény volt az egyetlen nyom egy gyerekgyilkosság felderítéséhez, ennek érdekében 551 198 írásmintát gyűjtöttek össze, amit a keresztrejtvényekkel hasonlítottak össze.

## A gyilkosság és a nyomozás
1981. január 15-én a hétéves Lars Bense nyomtalanul eltűnt Halle-Neustadtban, amikor a közeli moziban tartott délutáni előadásra ment. Azonnal megkezdték a keresést, de nem jártak sikerrel. Két héttel később az akkor tizenkilenc éves vonalőr, Uwe Theuerkorn a Halle–Lipcse vasútvonalon (a 107,4-es kilométernél) talált egy régebbi bőröndöt, amelyet nyilvánvalóan egy mozgó vonatból dobtak ki. Amikor kinyitotta a bőröndöt, felfedezte a fiú nejlonzacskóba csomagolt holttestét, és benne volt néhány régi újság is, kitöltött keresztrejtvényekkel. A boncolás során kiderült, hogy a fiút szexuálisan bántalmazták, és egy tompa tárggyal agyonverték; több szúrt seb is volt a fiú felsőtestén.
Mivel a szakértők szerint további gyilkosságokra lehetett számítani az elkövető részéről, a nyomozó hatóságokat egy magasabb hatóság, az NDK-ban uralkodó SED kötelezte a bűncselekmény gyors felderítésére. Mivel a bőröndöt, amely egy régebbi, keménykartonból készült tömegtermék volt, nyilvános bemutatása alapján nem lehetett beazonosítani, sem a nejlonzacskó eredetét, amely egy eladott paplan csomagolása volt, amely ezerszámban került eladásra, így csak az elkészült keresztrejtvények maradtak az egyetlen ígéretes nyomnak. Az írásjellemzők egy középkorú nőre mutattak íróként. Ennek eredményeként a kriminológia történetében egyedülálló akcióra került sor. A hatóság megkezdte az írásminták szisztematikus gyűjtését (a néprendőrség szaknyelvén „egyéni írásszolgálat”-ként emlegetve) Halle-Neustadt összes lakosától. Házilátogatások során a rendőrök írásmintákat kértek, a társadalombiztosítási és anyakönyvi iratokat átkutatták, és ismételten papírhulladék-gyűjtést is végeztek, valamint átnézték az újságokat a kitöltött keresztrejtvények után, hogy jobban le lehessen szűkíteni a gyanús területen az írás szerzőjének lakóhelyét, ha az írás-összehasonlítás eredményes volt.
Siegfried Schwarz százados, 1976-tól 1983-ig a hallei Német Népi Rendőrség (BDVP) kerületi hatóságánál a gyilkossági vizsgálati bizottság vezetője vezette a nyomozást. Helyettese, Löser százados vezette az azonnali vizsgálatot. Az ügy fontosságára tekintettel kibővített gyilkossági nyomozóbizottságot alakítottak ki, amelybe Adolf Döling hadnagyot rendelték ki a Hallei Néprendészeti Járási Hivataltól. Feladata az volt, hogy az összegyűjtött írási eredményeket rögzítse, és Werner Brettschneider százados irányításával továbbítsa a kézírás-szakértőknek. A kiterjedt nyomozás során egyéb bűncselekmények (sikkasztás stb.) is ismertté váltak. A BDVP vezetőjének, Schröder tábornoknak utasításai szerint Schwarz kapitány kizárólag a gyilkosságra koncentrált.
Kilenc hónapig a rendelkezésre álló írásminták intenzív vizsgálata ellenére sem sikerült eredményt elérni, annak ellenére, hogy a Freiheit regionális napilap még keresztrejtvény-pályázatot is hirdetett. Mivel Halle-Neustadt lakosainak csak mintegy negyede adott októberig írásmintát, egy kitöltendő keresztrejtvény-űrlappal próbálták meggyorsítani a nyomozást. A beadványokat tömbházanként egyenként gyűjtötték össze és értékelték. A helyi rendőrség írásmintákat szerzett távollévőktől, köztük a 398-as blokk (ma: Lippizzanerweg) lakójától, aki akkoriban idénymunkásként dolgozott a Balti-tengeren. Írásmintája megegyezett a bőröndben lévő keresztrejtvényekkel – ez a kulcsfontosságú nyom kilenc hónapos nyomozói munka után. Az asszonnyal és lányával folytatott beszélgetés során további nyomok derültek ki a lehetséges elkövetőről: Matthias S., a lány barátja megegyezett a feltételezett elkövető profiljával. 1981. november 17-én friedrichrodai munkahelyén letartóztatták, és Hallébe (Saale) vitték.
Az azonnal megkezdett kihallgatáson Matthias S. beismerte a bűncselekmény elkövetését. Elmondta, hogy a szóban forgó nap délutánján a mozi előtt találkozott a fiúval, akit ürüggyel barátnője édesanyja lakására csalt, és ott bántalmazta. Attól tartva, hogy a hétéves fiú elárulja, előbb kalapáccsal megölte, majd többször megszúrta. Bepakolta a holttestet az anya bőröndjébe, és felszállt a Lipcsébe tartó vonatra. Útközben kidobta a bőröndöt a vonat ablakán.
Összesen 551 198 írásmintát értékeltek ki. A nyomozóknak ez a hatalmas erőfeszítése tette példátlanná az esetet az NDK bűnügyi történetében. Magának a keresésnek a sikerét csak a hallei Freiheit napilap egy rövid beszámolója hozta nyilvánosságra.

## Az elkövető
A Matthias S. elleni per 1982 nyarán kezdődött. A vád szexuális zaklatással összefüggő emberölés volt. A perben azt vallotta, hogy egy traumatikus gyermekkori élménye óta többször is álmodozott a gyilkosságról, és a szexualitását is megzavarták. A hallei járásbíróság az ügyész kérelmének eleget téve életfogytiglani börtönbüntetésre ítélte, egyúttal állampolgári jogainak megfosztásával.
Az újraegyesítést követően az ügyészség 1991-ben kérte az ügy újbóli megnyitását, mert a gyilkos mindössze 18 éves volt a bűncselekmény elkövetésekor, így a fiatalkorúak büntetőjogának alkalmazása a Szövetségi Köztársaságban lehetséges lett volna. Az 1992. május 20-i új ítélet ismét gyilkosság miatti maximális büntetés volt, de ez most már csak tíz év fiatalkorú börtönbüntetést, majd kényszergyógykezelést eredményezett. A felelős vezető ügyész szerint a kényszergyógykezelésre azért került sor, hogy bizonyossággal kizárják a további gyilkosságokat.
Az elkövető 1996-ig az Uchtspringe Állami Igazságügyi Pszichiátriai Kórházban volt elhelyezve, majd három évig egy asszisztált életviteli projektben élt. 1999-ben végül szabadon engedték, és sajtóértesülések szerint Türingiába költözött. Valójában Magdeburgban élt feleségével és annak egy korábbi kapcsolatából származó fiával. Ott halt meg 2013. január 15-én, a gyilkosság 32. évfordulóján, 50 éves korában, súlyos betegség után, és 2013. február 2-án temették el a magdeburgi Nyugati temetőben.

## A rokonok sorsa
Bár a nyomozók igyekeztek szűkszavúak maradni az elkövetővel kapcsolatban, és nem említették a nevét, gyorsan elterjedt a hír a gyilkos kilétéről. Annak érdekében, hogy szüleit eltávolítsák a nyilvánosság elől, új lakást és új munkahelyet kaptak egy másik városban. Az elkövető apja nem tudta feldolgozni fia bűnét; néhány évvel később öngyilkos lett. Az áldozat apja már a gyilkosság előtt alkoholista volt, ő 1994. január 15-én, a bűncselekmény 13. évfordulóján halt meg.

## Utóhatás
Az esetet és a nyomozást Hans Girod A keresztrejtvényes gyilkosság és más büntetőügyek az NDK-ból című könyve ismerteti. Az eset alapjául szolgált A rendőrség száma 110 című krimisorozat 1988-as A keresztrejtvény-eset című epizódjához is. Kai Meyer 1993-ban írta a The Crossword Puzzle Killer című könyvet, amelyben részletesen rekonstruálta az esetet.
A hallei (Saale) államügyészség 2013 februárjában gyilkossági nyomozást indított az elkövető akkori barátnője ellen. Ennek oka a Keresztrejtvényes gyilkosság - Az igaz történet című regényében szereplő egyéni leírások voltak, amelyek eltértek az akkori kihallgatása során tett kijelentésektől. Az ügyészség ezért megvizsgálta az esetleges bűnrészességet vagy bűnpártolást. A Sutton Publishing vezető szerkesztője azonban azt mondta: „A történet tisztán fikció, és nem vallomás.” A könyvben az is szerepel, hogy az egy regény, és a cselekmény valós eseményeken alapul, egyébként „fiktív”. A nyomozást 2014 áprilisában bizonyítékok hiányában leállították, mivel az elkövető barátnője akkor azt nyilatkozta, hogy ezek a beszámolók pusztán a feszültség kedvéért kitaláltak, és ez nem cáfolható, főleg, hogy az elkövető meghalt.

## Jelentése
Az eset a világon a legátfogóbb írásmintákat értékelő büntetőügynek számít (551 198). Ha valaki önként nem volt hajlandó írásmintát adni, azt néha konspiratív módon szerezték meg. A nyomozást a különös sürgősségre való tekintettel jelentős mértékben támogatták a hallei járási adminisztráció és az Állambiztonsági Minisztérium járási hivatalának munkatársai.
Ilyen kiterjedt rendőri fellépés alkotmányos szempontból nem lett volna megengedhető a Német Szövetségi Köztársaságban. A 2006-os Mikado hadműveletben azonban mind a 22 millió német hitelkártyát titkosan megvizsgálták egy bizonyos összegért.

## Fordítás
- Ez a szócikk részben vagy egészben  a   Kreuzworträtselmord című német Wikipédia-szócikk fordításán alapul.  Az eredeti cikk szerkesztőit annak laptörténete sorolja fel. Ez a jelzés csupán a megfogalmazás eredetét és a szerzői jogokat jelzi, nem szolgál a cikkben szereplő információk forrásmegjelöléseként.